# NVIDIA AI Enterprise
NVIDIA AI Enterprise是NVIDIA发布的一款软件套件。

## 简介
NVIDIA AI Enterprise是一套云原生AI和数据分析软件套件，经过了NVIDIA优化、认证、支持，属于端到端的运行，是AI LaunchPad的组成部分。
NVIDIA AI Enterprise可在基于NVIDIA认证系统™的VMware vSphere上运行。

## 结构
NVIDIA AI Enterprise包括NVIDIA的支持技术，用在现代混合云中应用和扩展AI工作负载。
NVIDIA AI Enterprise 套件包括应用程序、框架和工具。